# Institut de recherche stratégique de l'École militaire
 (novembre 2020).
L’Institut de recherche stratégique de l'École militaire (IRSEM) est un organisme extérieur français de la direction générale des Relations internationales et de la Stratégie (DGRIS).
Il se présente comme un institut de recherche. Il est composé majoritairement de profils académiques mais également de militaires spécialistes de doctrine militaire. Il est exclusivement financé par le Ministère des Armées.
Il est situé à l'École Militaire et est membre de l'Académie de défense de l'École militaire au même titre que l'École de guerre, l'Académie du renseignement ou le CREOGN,.

## Historique
Créé de facto en septembre 2009 et de jure par un arrêté du 15 octobre 2010, l'IRSEM a été pendant cinq ans rattaché à l’état-major des armées avant de passer, en 2015, sous la tutelle de la Direction générale des relations internationales et de la stratégie.
Il est issu de la fusion du Centre d'études en sciences sociales de la défense, du Centre d'études et de recherches de l'enseignement militaire supérieur et du Centre d'études d'histoire de la défense. Il absorbe également l'activité recherche du Centre des hautes études de l'Armement.
En novembre 2023, une crise interne aboutit à la révocation de Marjorie Vanbaelinghem, directrice nommée en mars 2023. Selon la revue Challenges, ses méthodes de management sont mises en cause par le personnel de l'IRSEM qui l'accuse d'être trop rude et autoritaire. Marjorie Vanbaelinghem est obligée de quitter son poste, alors qu'elle a demandé une contre-enquête. Elle ne sera pas réintégrée. 
L'IRSEM était classé en 2020 124e pour l'Europe occidentale par le classement de référence des think tanks de l'université de Pennsylvanie. Il n'est pas présent dans le classement de 2021.

## Missions
L’IRSEM a quatre missions, à savoir la recherche, à la fois interne (au profit du ministère) et externe (publiée) ; la « relève stratégique » (soutien aux jeunes chercheurs, par des financements doctoraux, postdoctoraux et un séminaire doctoral mensuel) ; la contribution à l’enseignement militaire supérieur (à l'École de guerre et au Centre des hautes études militaires) ; la contribution au débat public.

## Publications et contenus
L’IRSEM a des collections et des contenus propres de différents formats : les Brèves stratégiques, les Notes de recherche, les Études, sa Lettre, les Rapports et la revue scientifique Les Champs de Mars aux Presses de Sciences Po. De 2019 à 2023, l'IRSEM a également hébergé le podcast Le Collimateur.
Par ailleurs, ses chercheurs publient régulièrement à l'extérieur, en français et en anglais, des livres et des articles académiques, et des articles de valorisation de la recherche.
En 2018, l'IRSEM publie - en partenariat avec le Centre d'analyse, de prévision et de stratégie (CAPS) - un rapport consacré aux manipulations de l’information à des fins d’ingérence, définies comme cumulant trois critères : une campagne coordonnée, des nouvelles fausses ou sciemment déformées, et une intention politique de nuire.

## Organisation
| Période           | Période           | Identité                      | Fonction précédente                                                                       | Observation |
| ----------------- | ----------------- | ----------------------------- | ----------------------------------------------------------------------------------------- | --- |
| 18 octobre 2010   | 15 juin 2016      | Frédéric Charillon            | professeur des universités                                                                | |
| 15 juin 2016      | 1er mars 2023     | Jean-Baptiste Jeangene-Vilmer | chargé de mission au Centre d'analyse, de prévision et de stratégie du Quai d'Orsay       | nommé ambassadeur extraordinaire et plénipotentiaire de la République française auprès de la République du Vanuatu |
| 1er mars 2023     | 1er novembre 2023 | Marjorie Vanbaelinghem        | diplomate                                                                                 | départ à la suite d'une crise interne mettant en cause les méthodes managériales de l'intéressée                   |
| 1er novembre 2023 | 1er octobre 2024  | Benoît Rademacher             | directeur adjoint de l'Institut de recherche stratégique de l’École militaire             | directeur par intérim                                                                                              |
| 1er octobre 2024  | En cours          | Martial Foucault              | professeur des universités en science politique à l'Institut d'études politiques de Paris | |